# Plattenreduktion
Als Plattenreduktion wird in der Astronomie und Geodäsie der Vorgang bezeichnet, mit der Messungen an einer fotografischen Platte, heute digitalen Bildern, in das System der Sternkoordinaten bzw. geografischen Koordinaten umgerechnet werden.
Im astronomischen Bereich werden bei dieser Transformation von Bildkoordinaten ({\displaystyle x}, {\displaystyle y}) in Rektaszension und Deklination (α, δ) Anschlusssterne verwendet, deren Sternörter schon genau bekannt sind. Im geodätischen Bereich werden bekannte Landmarken genutzt.
Bei der Transformation können – eine entsprechende Zahl bekannter Sterne bzw. Landmarken und Transformationsparameter vorausgesetzt – auch Effekte von optischer Verzeichnung, eventueller Plattenschiefe, kleiner Verzerrungen (etwa bei Filmen statt Platten) und die differenzielle Refraktion modelliert bzw. beseitigt werden.
Ähnliche Reduktionen werden in der Photogrammetrie angewandt, wo terrestrische Passpunkte die Rolle der Sterne übernehmen.